# هرروئلا د ارپسا
هرروئلا د ارپسا (به اسپانیایی: Herreruela de Oropesa) یک شهرستان در اسپانیا است که در استان تولدو واقع شده‌است.

## خصوصیات
هرروئلا د ارپسا ۱۰ کیلومترمربع مساحت و ۴۴۵ نفر جمعیت دارد و ۳۹۶ متر بالاتر از سطح دریا واقع شده‌است.